# Sieć ad hoc
Sieć ad hoc, sieć typu ad hoc – bezprzewodowa sieć o zdecentralizowanej strukturze, w której przyłączone mobilne urządzenia mogą pełnić funkcje zarówno klienta (terminala końcowego), jak i punktu dostępu. Do przekazywania danych nie jest wymagane istnienie żadnej infrastruktury sieciowej (brak punktów zarządzających), gdyż komunikacja między poszczególnymi jednostkami podsieci następuje w sposób bezpośredni: pakiety dostarczane są do odbiorcy bez potrzeby istnienia dodatkowych węzłów kierujących ruchem. Do zabezpieczenia sieci przed osobami niepożądanymi oraz do ustanowienia komunikacji tylko między wybranymi stacjami używany jest identyfikator domeny. Każda maszyna przynależąca do danej podsieci ma ustawiony ten sam identyfikator. Maksymalna odległość między poszczególnymi stacjami wynosi od 30 do 60 m.

## Zastosowania
- komercyjne rozwiązania w urządzeniach przenośnych, między innymi:
  - telefonach komórkowych z modułem Bluetooth, GPRS, UMTS
  - palmtopach
  - PlayStation Portable
  - cyfrowych aparatach fotograficznych
- publiczne terminale dostępowe bazujące na standardzie WLAN IEEE 802.11
- przenośne medyczne urządzenia pomiarowe
- bezprzewodowe sieci o małym zasięgu (WPAN)
- wojskowe techniki łączności

## Typy
Obecnie sieci ad hoc działają w jednym z dwóch możliwych typów:
- single hop – urządzenia wchodzące w skład sieci znajdują się w swoim bezpośrednim zasięgu. Transmisja odbywa się bez urządzeń pośredniczących.
- multi-hop –  umożliwia jednoczesną transmisję poprzez stacje pośredniczące wieloma niezależnymi ścieżkami. Dopuszcza się transmisję kiedy odbiorca nie znajduje się w zasięgu nadawcy. Tryb ten wpływa na zwiększenie szybkości transmisji, zmniejsza interferencję i pobór mocy. Działanie sieci opisują bardziej skomplikowane algorytmy sterujące przekazywaniem danych. Sieci te cechuje jednak większa zawodność. Mobilność stacji może powodować, że ścieżka przestaje być możliwa do realizacji i konieczne jest znalezienie ścieżki zastępczej. To pociąga za sobą inne problemy związane z szybkością i jakością transmisji (możliwość utraty danych).

## Protokoły trasowania
W sieciach ad hoc nie występuje podział urządzeń ze względu na pełnione przez nie funkcje (wykonywanie aplikacji, funkcje koncentratorów, przełączników i routerów). 
Wspomniana wcześniej możliwość zmiany położenia stacji skutkuje zwiększeniem wymagań dla algorytmów. Specyfikacja budowy i działania sieci ad hoc pociągnęła za sobą konieczność określenia i doprecyzowania zagadnień trasowania, czym zajęła się grupa do spraw MANET (mobile ad hoc network), powołana przez Internet Engineering Task Force. Zdefiniowała między innymi protokoły FSR, DSR, TORA, AODV.
Protokoły trasowania można podzielić na:
- proaktywne – przechowują informacje o wszystkich trasach, co wymaga ciągłego odnawiania informacji o ścieżkach. Dzięki temu można zapewnić dopasowywanie się do zmiany topologii (przeciążenie medium lub zerwanie połączenia). Należą do nich:
  - FSR (Fisheye State Routing)
  - DSDV
  - OLSR
- reaktywne – wyszukują trasy na żądanie, cechuje je mniejsze opóźnienie i obciążenie łącza. W ich skład wchodzą:
  - DSR (Dynamic Source Routing)
  - AODV (Ad Hoc On-Demand Distance Vector)[1]
  - Grid
  - LAR
  - DNVR

### AODV
Protokół typu reaktywnego, co oznacza, że jego działanie odbywa się na żądanie. Stosowany jest w mobilnych, bezprzewodowych sieciach ad hoc typu multi-hop. Algorytm działania służący do określenia ścieżki:
- rozgłaszanie pakietu RREQ w przypadku nieodnalezienia trasy
- otrzymanie odpowiedzi RREP od węzła docelowego lub węzła pośredniczącego, który dysponuje zawartą w swojej tablicy trasą do węzła końcowego
- wysyłanie PERR w przypadku zerwania połączenia, host docelowy nieosiągalny

### DSR
Rolą DSR jest określenie kolejnych węzłów w sieci, przez które przekazywany będzie pakiet (według listy zawartej w nagłówku). By zapewnić połączenie między dwoma dowolnymi urządzeniami w sieci ad hoc konieczna jest znajomość jedynie ścieżki do bezpośredniego sąsiada danej stacji. Algorytm działania służący do określenia ścieżki:
- rozgłaszanie pakietu RREQ
- sprawdzanie w tablicy tras istnienia ścieżki do węzła wskazanego w RREQ
- w przypadku braku ścieżki retransmisja z dodaniem własnego adresu do sekwencji przejść
- w przypadku istnienia możliwości wskazania ścieżki generowanie pakiety RREP zawierającego sekwencje przejść przez węzeł docelowy lub potrafiący określić poszukiwaną trasę
- wysłanie RREP do węzła źródłowego

### FSR
Protokół typu proaktywnego stosowany w dużych sieciach ad hoc. Algorytm działania:
- przechowywanie tablicy stanów łączy (Link State) dla wszystkich hostów docelowych
- odświeżanie tablic stanów łączy polega na okresowym przesyłaniu ich zawartości między węzłami (długość przerw między kolejnymi wymianami informacji zależy od położenia węzłów)
- utworzenie mapy istniejących połączeń w danej sieci ad hoc na podstawie wspomnianych w poprzednim podpunkcie tablic stanów. Dzięki temu istnieje możliwość wskazania najlepszej poszukiwanej ścieżki.

### Grid
Algorytm ten dzieli obszar analizowanej sieci ad hoc na prostokątne pola, w których następuje wybór tak zwanego lidera. Lider kieruje trasowaniem między stycznymi polami utworzonej siatki. Rozwiązanie to zmniejsza obciążenie łącza, gdyż pozostałe węzły robocze nie są do wspomnianego trasowania wykorzystywane. Cechy algorytmu:
- odkrywanie ścieżki – ustalanie zasięgu rozgłaszania na podstawie danych o położeniu w topologii
- przekazywanie pakietów; kierowanie przesyłanymi pakietami na podstawie identyfikatorów pól.
- utrzymanie ścieżki; ewentualna zmiana położenia liderów określonych pól nie wpływa negatywnie na działanie sieci – „nowy” lider przejmuje tablicę trasowania.